# Fujimoto Satoshi
Satoshi Fujimoto (sinh ngày 19 tháng 6 năm 1976) là một cầu thủ bóng đá người Nhật Bản.

## Sự nghiệp câu lạc bộ
Satoshi Fujimoto đã từng chơi cho Avispa Fukuoka.